# Pseudopoda monticola
Pseudopoda monticola là một loài nhện trong họ Sparassidae.
Loài này thuộc chi Pseudopoda. Pseudopoda monticola được Peter Jäger miêu tả năm 2001.